# Eparquía de Prusa de los armenios
La eparquía de Prusa de los armenios (en latín: Eparchia Prusensis o Brusensis Armenorum) fue una circunscripción eclesiástica de la Iglesia católica en Turquía. Se trataba de una eparquía armenia inmediatamente sujeta al patriarcado de Cilicia de los armenios. Fue suprimida en 1972 y a la vez restaurada como archieparquía titular. Desde su erección como eparquía titular es sede vacante.

## Territorio y organización
La eparquía extendía su jurisdicción sobre los fieles católicos de rito armenio residentes en el mutasarrıf de Biga y los sanjacados de Bursa, Karesi (hoy Balıkesir), Kütahya y Karahisar-i-Sarip (hoy Afyonkarahisar) en el valiato de Hüdavendigâr en el Imperio otomano. La conferencia armenia de Roma de 1867 dispuso que su jurisdicción fuera Bitinia y Misia. La eparquía estaba dentro del territorio propio del patriarcado de Cilicia de los armenios.
La sede de la eparquía se encontraba en la ciudad de Bursa (antes llamada Prusa o Brusa).

## Historia
Prusa fue una antigua sede episcopal de la provincia romana de Bitinia en la diócesis civil del Ponto. Formó parte del patriarcado de Constantinopla y fue sufragánea de la arquidiócesis de Nicomedia. El obispo Hesychius participó del Concilio de Nicea I en 325. En 1097 el Imperio bizantino perdió Brusa a manos de la dinastía selyúcida. En 1204 fue capturada por el Imperio de Nicea. En 1326, tras el Sitio de Bursa, fue capturada por el Imperio otomano, que la hizo su capital. Eso permitió que la Iglesia apostólica armenia pudiera establecerse en la ciudad, ya que el Imperio bizantino no permitía la existencia de esa Iglesia en su territorio.
En 1461 el obispo armenio de Prusa, Hovagim I, fue trasladado por el sultán a Constantinopla y convertido en el primer patriarca del patriarcado armenio de Constantinopla. El patriarca fue reconocido por el Gobierno otomano como el líder de la Ermeni millet, jefe civil y responsable de todos los armenios cristianos, incluyendo a católicos y protestantes, de la misma forma que lo era el patriarca griego sobre los ortodoxos y católicos bizantinos.
Luego de la represión contra los católicos armenios a consecuencia de la guerra de independencia de Grecia el papa León XII obtuvo a través de los Gobiernos de Francia y de Austria el firman del sultán de 6 de enero de 1830 que puso fin a las medidas represivas, permitiendo que obispos y clérigos se instalaran en sus diócesis. La archieparquía de Constantinopla fue erigida como sede primacial el 6 de julio de 1830 por el papa Pío VIII, reemplazando al vicariato ritual armenio existente en el vicariato apostólico de Constantinopla. Antoine Nouridjan fue designado archieparca primado con jurisdicción sobre los territorios del Imperio otomano en donde los armenios hasta entonces dependían del vicariato apostólico latino de Constantinopla. En Prusa fue establecido un vicariato foráneo de la sede primacial.
El 30 de abril de 1850, mediante la bula Universi Dominici gregis, el papa Pío IX concedió al archieparca Antonio Hassun la erección de 5 eparquías sufragáneas en el Imperio otomano, una de las cuales era Prusa. 
El 12 de julio de 1867 el papa Pío IX mediante la carta apostólica Reversurus trasladó la sede del patriarcado a Estambul, por lo que la eparquía de Prusa pasó bajo la jurisdicción directa del patriarcado de Cilicia de los armenios.
En 1890 se reportaron alrededor de 3000 armenios católicos, confiados al cuidado del obispo, 6 sacerdotes armenios y 3 extranjeros.
En 1898 la Congregación de Propaganda Fide informaba que la eparquía tenía 3000 fieles, con 6 estaciones primarias y 2 secundarias y 8 iglesias y capillas, y 8 sacerdotes. No había un seminario y las escuelas elementales eran 4 para niños y 3 para niñas. Existía un orfanato y un xenodochium. Las monjas de la Inmaculada Concepción estaban presentes.
Debido al genocidio armenio de principios del siglo XX, la eparquía, como todas las diócesis armenias turcas, perdió la mayor parte de su población. El último obispo residente fue Pasquale Giamgian.

### Sede titular
Una sede titular católica es una diócesis que ha cesado de tener un territorio definido bajo el gobierno de un obispo y que hoy existe únicamente en su título. Continúa siendo asignada a un obispo, quien no es un obispo diocesano ordinario, pues no tiene ninguna jurisdicción sobre el territorio de la diócesis, sino que es un oficial de la Santa Sede, un obispo auxiliar, o la cabeza de una jurisdicción que es equivalente a una diócesis bajo el derecho canónico.
En 1972 todas las eparquías armenias vacantes en Turquía (mencionadas en el Anuario Pontificio como vacantes, impedidas y dispersas) fueron suprimidas y recategorizadas como sedes titulares, por lo que la archieparquía de Constantinopla abarcó desde entonces de iure todo el territorio de Turquía.
La eparquía titular de Prusa de los armenios no ha sido conferida hasta ahora por la Santa Sede a ningún obispo.
Existe además la diócesis de Prusa de rito latino.

## Episcopologio
- Gregorio Bahadourian † (30 de abril de 1850-marzo de 1857 falleció)
- Pietro Tilkiyan (Tilkian) † (31 de octubre de 1858-4 de junio de 1885 falleció)
- Pasquale Giamgian (Haroutyoun Djamdjian) † (1 de octubre de 1886-19 de enero de 1916 falleció)[8][9]

### Eparcas titulares
- Sede vacante, desde 1972